# Agudath Israel de América
Agudath Israel de América (en inglés: Agudath Israel of America) (a veces llamada Agudah) es una organización judía ultra-ortodoxa de los Estados Unidos libremente afiliada con la organización internacional World Agudath Israel. Agudah tiene como objetivo satisfacer las necesidades de la comunidad judía ortodoxa, aboga por sus derechos religiosos y civiles, y sirve a sus miembros por medio de proyectos caritativos, educativos y de servicios sociales en toda Norteamérica.

## Funciones
La Agudah sirve como una organización de liderazgo y política para los judíos jaredim de los Estados Unidos, los cuales representan a la gran mayoría de los miembros de la comunidad ultra-ortodoxa, algunos de ellos son conocidos con el antiguo nombre de mitnagdim, otros, sin embargo, son miembros de varios grupos jasídicos. De todos modos, no todos los grupos jasídicos están afiliados con la organización Agudath Israel. Por ejemplo, al grupo jasídico Satmar, que es vehementemente antisionista, no le gusta la postura relativamente moderada de la organización Agudah hacia el Estado de Israel.
La Agudah tiene conexiones ideológicas tanto con el partido político Agudat Israel como con el partido Déguel HaTorah (en hebreo; "La Bandera de la Torá"), dos partidos políticos israelíes ultra-ortodoxos que están representados en la Knesset (el parlamento de Israel). En Israel, los partidos Déguel HaTorah y Agudath Israel están juntos en una coalición política llamada Judaísmo Unido de la Torá. Agudah forma también parte de la organización mundial World Agudath Israel, que convoca conferencias internacionales y cónclaves religiosos.

## Consejo Rabínico
El Consejo de Sabios de la Torá (en hebreo: מועצת גדולי התורה) (transliterado: Moetzes Guedolei HaTorah) de la asociación Agudath Israel de América, es una organización de liderazgo, religiosa, política, y un lobby que representa los intereses de la comunidad judía ortodoxa americana, ante las agencias gubernamentales estatales y federales. El consejo está formado principalmente por los jefes de las yeshivot y por los rebes jasídicos. La asamblea rabínica dirige las políticas de la organización, y tiene el liderazgo efectivo de la asociación Agudath Israel. El consejo fue fundado en 1941. La asamblea rabínica establece cuales son las políticas a seguir, y dirige la organización siguiendo los sagrados preceptos de la Torá y la Halajá.